# Enrico Sibilia
Enrico Sibilia (ur. 17 marca 1861 w Anagni, zm. 4 sierpnia 1948 tamże) – włoski duchowny katolicki, dyplomata, kardynał.

## Życiorys
Pochodził ze starego arystokratycznego rodu. Na chrzcie otrzymał imiona Enrico Ulderico Vincenzo. Studiował w seminarium w rodzinnym mieście, a także na Pontyfikalnym Seminarium Rzymskim, które zakończył doktoratami z filozofii, teologii i utroque iure. Władał biegle językami: angielskim, francuskim, portugalskim i hiszpańskim. Święcenia kapłańskie otrzymał w katedrze w Segni dnia 8 marca 1884 z rąk swego stryja Biagio Sibilia, ordynariusza diecezji Segni. W roku 1890 rozpoczął pracę w papieskiej dyplomacji. Był m.in. audytorem apostolskiej delegacji do Kolumbii, chargé d'affaires delegatury w Kolumbii, honorowym szambelanem Jego Świątobliwości, audytorem nuncjatury w Brazylii, a następnie w Belgii i Hiszpanii. Otrzymał ponadto wiele orderów i odznaczeń państw, w których przebywał. Prywatny szambelan supernumerario od 1903, honorowy kanonik katedry w Anagni od 1905.
30 lipca 1908 otrzymał nominację na tytularnego arcybiskupa Side. Dzień wcześniej mianowany delegatem apostolskim do Chile. 31 sierpnia tego samego roku delegatura podniesiona została do rangi internuncjatury. Sakry udzielił mu kardynał Sekretarz Stanu Rafael Merry del Val. W roku 1914 otrzymał godność Asystenta Tronu Papieskiego. W latach 1916–1922 był wikariuszem kardynała Vincenzo Vannutelli. Sprawował jednocześnie funkcję konsultora w Kongregacji ds. Nadzwyczajnych Spraw Kościoła. Od 16 grudnia 1922 nuncjusz apostolski w Austrii. Za jego kadencji podpisany został konkordat ze Stolicą Apostolską w roku 1933.
Na konsystorzu z grudnia 1935 został kardynałem. Kapelusz kardynalski przywiózł mu do Wiednia jego brat ks. Francesco Sibilia, a nałożył uroczyście prezydent Austrii Wilhelm Miklas. Wydarzenie to miało miejsce w katedrze św. Szczepana w Wiedniu. Brał udział w konklawe 1939. Nowy papież Pius XII włączył go do grona kardynałów biskupów 11 grudnia 1939. Od lutego 1948 subdziekan Kolegium Kardynalskiego. Umarł jako najstarszy żyjący kardynał w domu rodziny Sibilia w Anagni. Pochowany został z wielką pompą w obecności wielu kardynałów i członków rodów szlacheckich w kościele S. Chiara w Anagni.